# Fritillaria hermonis
Fritillaria hermonis är en liljeväxtart som beskrevs av Edward Fenzl och Friedrich Wilhelm Klatt. Fritillaria hermonis ingår i Klockliljesläktet och i familjen liljeväxter. Inga underarter finns listade.